# Lead Sails Paper Anchor
Albums de Atreyu
The Best of Atreyu Congreagation of the Damned
"Lead Sails Paper Anchor" est le quatrième album studio du groupe Atreyu sorti le 28 août 2007. L'album contient le single "Falling Down".

## Liste des titres
| No  | Titre                           | Durée |
| --- | ------------------------------- | ----- |
| 1.  | Doomsday                        | 3:20  |
| 2.  | Honor                           | 3:11  |
| 3.  | Falling Down                    | 3:02  |
| 4.  | Becoming the Bull               | 3:43  |
| 5.  | Two Become One                  | 4:43  |
| 6.  | Lose It                         | 4:00  |
| 7.  | No One Cares                    | 3:05  |
| 8.  | Can't Happen Here               | 4:04  |
| 9.  | Slow Burn                       | 3:28  |
| 10. | Blow                            | 4:11  |
| 11. | Lead Sails (and a Paper Anchor) | 4:47  |